# Stanley G. Payne
Stanley George Payne (Denton, Texas, 9 de septiembre de 1934) es un historiador e hispanista estadounidense. Es doctor en Historia por la Universidad de Columbia y profesor emérito de Historia en la Universidad de Wisconsin-Madison, donde ostenta la cátedra Hilldale-Jaume Vicens Vives. También es codirector del Journal of Contemporary History, miembro de la Academia Americana de Artes y Ciencias (American Academy of Arts and Sciences) y académico correspondiente de la Real Academia de la Historia. Payne escribe con cierta frecuencia artículos de opinión en los periódicos españoles ABC y El Mundo sobre actualidad hispana. También en la Revista de Libros colabora asiduamente con sus ensayos bibliográficos. Dirigió en la Universidad de Burgos, en julio del 2005, el curso «La represión durante la guerra civil y bajo el franquismo: historia y memoria histórica». En 2006 Payne fue el director del curso «La guerra civil: conflicto revolucionario y acontecimiento internacional» en la Universidad Rey Juan Carlos.

## Biografía
Nacido en los Estados Unidos, pone su atención en España a partir de 1955, en el tiempo en que coincidió con los exiliados españoles residentes en los Estados Unidos, como Cipriano González López, Eloy Vaquero, Jesús González Malo o Joaquín Maurín. Fue este último quien le pondría en contacto con Julián Gorkin, y este con Dionisio Ridruejo. En París conoció a José Antonio Aguirre y a Rodolfo Llopis, para continuar su viaje a España, donde ya en 1959 contactó con Vicens Vives. Después trató mucho a Juan Linz y Javier de Lizarza.
Regresó a los Estados Unidos y en la Universidad de Columbia escribió su tesis doctoral sobre la Falange, que publicó en inglés en 1961. Viajó de nuevo a España en 1967 para trabajar sobre el Ejército, tema al que dedicó el libro Los militares y la política en la España contemporánea, ahondando en la comprensión de la génesis del franquismo. A este período dedicó su libro El régimen de Franco, 1936–1975, publicado en 1987. El análisis de este tramo histórico lo culminó con su trabajo sobre la Segunda República en Spain's First Democracy. The Second Republic, 1931–1936, publicado en España dos años después, en 1995. En 1987 fue nombrado académico correspondiente de la Real Academia de la Historia y en 2017 ganó el Premio Espasa de ensayo por su libro En defensa de España: desmontando mitos y leyendas negras.

## Orientación política
Desde que se dieron a conocer en España sus investigaciones sobre la Segunda República Española, la Guerra Civil y el régimen de Franco, en la década de 1960, Payne era considerado por la comunidad española de historiadores de izquierda o progresista un autor respetado, situado ideológicamente en el espectro del centroizquierda y contrario al franquismo y a cualquier dictadura. Según algunos pensadores de izquierdas, a inicios de la década de 2000 Payne parece haberse acercado a las tesis del investigador español Pío Moa, quien tiene una interpretación histórica más favorable al gobierno de Franco y una perspectiva más crítica del gobierno de izquierda por él derrocado. 
Con el paso del tiempo, Payne se ha vuelto más crítico con el relato histórico español que él considera predominante, el de la izquierda política, que, en su opinión, tergiversa la historia de España. En ese sentido, no duda en atribuir al franquismo la «transformación y modernización definitiva de España», aunque se trate de «una paradoja de la historia». «Hay un mito en la izquierda actual —señala al respecto— que dice que eso pasó después de Franco. No es así: fue con Franco, es lo que hizo posible la democratización. Con él hubo una sociedad civil de clase media a la altura de Europa por primera vez. Aquello fue la base». El historiador Ricardo Robledo le recrimina en este sentido el abandono de sus antiguas posiciones «moderadas» para pasar a alinear sus tesis con la «historia propagandística del franquismo temprano» y las conclusiones de nuevos autores revisionistas, además de dar su «aval» a la «extrema derecha política». Por su parte, Payne afirmó que

La Unión de Centro Democrático ha sido la única organización política española con la que he llegado a sentirme profundamente identificado, ya que su papel en la instauración de la democracia fue absolutamente fundamental, dadas las limitaciones que pesaban sobre la derecha y las confusiones que aquejaban a los socialistas. El partido nunca fue un ente bien cohesionado ni del todo unido, y tampoco contó siempre con los mejores dirigentes, pero durante cinco años su papel fue crucial y en el siglo posterior, en reconomiciento a sus decisivos logros, les dediqué a Suárez y a los ucedistas mi libro El colapso de la República (2005)."

Sobre el nacionalsocialismo sostiene:

Sería absurdo etiquetar la revolución hitleriana de tradicional, reaccionaria, "feudal" o premoderna. Todas las ideas políticas y sociales de Hitler tenían su origen en variaciones de la Ilustración del siglo XVIII: la rebelión contra la cultura tradicional en nombre de un secularismo revolucionario, la creencia en una ley natural y seglar y un concepto naturista y teísta de Dios, el rechazo del concepto tradicional cristiano de la unidad de la humanidad a favor de la división racial, la insistencia en una combinación de desigualdad biológica y de igualdad social, la diferenciación entre lo productivo y lo que no lo era, la importancia que se daba al pueblo y al grupo nacional, la voluntad general del pueblo al estilo de Rousseau, la creencia optimista en el progreso y una humanidad superior y el culto a la voluntad.(...) El propio Hitler se mofaba severamente de la "superstición" premoderna.

Entiende que el Führerprinzip es eminentemente rousseauniano.
Ha afirmado que las reformas emprendidas por la Segunda República española eran necesarias pero no se aplicaron bien.
Sobre la memoria histórica escribió: "La propia expresión memoria histórica es desafortunada, porque constituye un oxímoron, una contradicción fundamental en los términos, algo que en estricta lógica no puede existir. La memoria es intrínsicamente individual, subjetiva y, como todo el mundo sabe, muy frecuentemente falaz. Hasta la gente de buena fe recuerda constantemente detalles que entran bastante en contradicción con lo que realmente ocurrió. La memoria no se define ni explica totalmente acontecimientos pasados, sino que se limita a proporcionar una versión o interpretación de los mismos. Por su parte, la historia no es individual ni subjetiva, sino que precisa de la investigación empírica, objetiva y profesional tanto de documentos como de otros datos y objetos. Es un proceso que el conjunto de los estudiosos, debatiendo y contrastando resultados que se afanan por ser lo más impersonales y objetivos posibles, lleva va más allá del individuo".
Sobre las guerras de independencia hispanoamericanas ha declarado: "La mayor parte de la población fue leal a España. Fueron esencialmente la minoría de españoles quienes se rebelaron mientras que los indios y los negros querían el Rey".
Recientemente ha colaborado en un libro promovido por Vox en contra de la Ley de la memoria histórica titulado "Memoria histórica", amenaza para la paz en Europa editado por el Grupo de los Conservadores y Reformistas Europeos del Parlamento Europeo, en el que está encuadrado Vox, y en el que también han participado destacados miembros de este partido como Hermann Tertsch y Francisco José Contreras.

### Opiniones en los medios
Payne se ha visto en medio de los debates historiográficos contemporáneos sobre la guerra civil española por su apoyo a la obra del escritor Pío Moa. De esta ha destacado su contribución a la desmitificación de la visión de la Segunda República Española como una república pacífica, coincidiendo en la idea de que «el proyecto de todas las izquierdas era el de crear una República exclusivamente de izquierdas —aunque había muchas variaciones entre ellas en cuanto al carácter exacto de tal régimen— y habría poca libertad para los que quisieran oponerse a ese objetivo».
El año 2008 Payne se mostró crítico con el proceso penal abierto por el juez Baltasar Garzón:

No puede responder a la decisión unilateral y arbitraria de un solo juez que proclama anulada la ley de amnistía de 1977 porque sí. Es increíble. Algo que sólo puede suceder en España con un juez ególatra y exhibicionista como Garzón. Si se decide anular esta ley, debe ser, como es lógico en todo Estado de Derecho, en el Congreso. Y después aplicarla.

Además, Payne considera que debe ser el Congreso de los Diputados quien apruebe un plan estatal de exhumaciones de «víctimas de los dos bandos».

Vayamos por partes. Rescatar los restos de aquellos que no fueron enterrados de modo adecuado es casi una responsabilidad del Estado, pero hay que hacerlo de modo profesional y científico, abordando todas las fosas de modo sistemático, sin primar unas sobre otras, y de ambos bandos. Es una responsabilidad cívica. Lo que ocurre es que los criterios que se están manejando son más políticos que profesionales o históricos, son criterios sectarios que excluyen, y que se originan en la mal denominada «Ley de memoria histórica».

En opinión de Payne, el término memoria histórica no es muy afortunado. «Es un término que se impone por imposición política», afirma. Además, lo califica como un oxímoron, «una contradicción fundamental en los términos, algo que en estricta lógica no puede existir». «Ni es memoria, ni es histórica».
Payne es crítico, por tanto, con el proceso, pero no con la investigación arqueológica en sí. Tal y como afirma en 2006 en una entrevista en el diario El Mundo, «la arqueología histórica es siempre importante y si lo que se hace es un acto de excavación o de investigación histórica para lograr datos o revelar cosas nuevas es una actividad siempre deseable y útil». Para Payne, es necesario seguir investigando hasta en los aspectos más repugnantes de la guerra, ya que «la única forma de resolver las cuestiones históricas es a través de la investigación, que quiere decir la investigación a fondo».
De hecho, Payne apoyó decididamente a la Asociación para la Recuperación de la Memoria Histórica (ARMH), que comenzó a excavar su primera fosa común en 2000. Según el historiador, «fue una importante y loable iniciativa, que debería contar con apoyo público».

## Premios y reconocimientos
- Doctor honoris causa por la Universidad CEU Cardenal Herrera, de Valencia. El acto se celebró el 9 de junio de 2004.[25]

- Caballero gran cruz de la Orden de Isabel la Católica, en 2009[26]

- Españoles Ejemplares, otorgado por la fundación presidida por Santiago Abascal Conde, DENAES, en la categoría de Arte y Humanidades, en 2013.[27]

- Galardón Bernaldo de Gálvez, otorgado por la Fundación Consejo España-EE. UU. en 2019.[28]

## Publicaciones
Ha publicado una larga veintena de libros y más de ciento cincuenta artículos en revistas especializadas, mayormente sobre la historia de España.[cita requerida] Los primeros libros de Payne, traducidos al español en los años sesenta, tuvieron que ser publicados en París por la editorial Ruedo Ibérico.

### Libros en español
- Falange. Historia del fascismo español. París: Ruedo Ibérico, 1965.
- Los militares y la política en la España contemporánea. París: Ruedo Ibérico, 1968.
- La revolución española. Barcelona: Ariel, 1972.
- El nacionalismo vasco. De sus orígenes a la ETA. Barcelona: Dopesa, 1974. ISBN 84-7235-196-3.
- Ejército y sociedad en la España liberal (1808-1936). Madrid: Akal, 1976.
- La revolución española y la guerra civil. Gijón: Ediciones Júcar, 1977. ISBN 84-334-5501-X
- El fascismo. Madrid: Alianza Editorial, 1982. ISBN 84-206-1904-3.
- El catolicismo español. Barcelona: Planeta, 1984. Colección Documento núm. 143. ISBN 84-08-06430-4.[30]
- El régimen de Franco, 1936–1975. Madrid: Alianza Editorial, 1987. ISBN 84-206-9553-X.[31]
- Historia del carlismo. Madrid: Comunión Tradicionalista Carlista, 1995.
- Historia del fascismo, 1941–1945. Barcelona: Planeta, 1995. ISBN 84-08-01470-6.[32]
- El primer franquismo, 1939–1959. Madrid: Historia 16. Historia Viva,  1997. ISBN 84-7679-325-1.
- La primera democracia española: la Segunda República, 1931–1936. Barcelona: Paidós Ibérica. 1995. ISBN 9788449301285.
- Franco y José Antonio: el extraño caso del fascismo español. Barcelona: Planeta, 1997. ISBN 84-08-02286-5.[33]
- Unión Soviética, comunismo y revolución. Barcelona: Plaza & Janés, 2003. ISBN 84-01-53063-6.
- José Antonio Primo de Rivera. Barcelona: Ediciones B, 2003. ISBN 84-666-1187-8.
- El colapso de la República. Los orígenes de la Guerra Civil (1933–1936). Madrid: La Esfera de los Libros, 2005. ISBN 84-9734-327-1.[34][35][36]
- 40 preguntas fundamentales sobre la guerra civil. Madrid: La Esfera de los libros, 2006. ISBN 84-9734-573-8.
- Franco y Hitler. Madrid: La Esfera de los Libros, 2008. ISBN 978-84-9734-709-9.
- España, una historia única. Madrid: Temas de Hoy, 2008. ISBN 978-84-8460-755-7.
- ¿Por qué la República perdió la guerra?. Madrid: Espasa. 2010. ISBN 978-84-670-3298-7.[37]
- La Europa revolucionaria. Las guerras civiles que marcaron el siglo XX. Temas de hoy. 2011. ISBN 978-84-8460-950-6.[38]
- El camino al 18 de julio: la erosión de la democracia en España. Madrid: Espasa Libros. 2016. ISBN 978-84-670-4682-3.
- Niceto Alcala-Zamora: el fracaso de la República conservadora. Madrid: Fundación para el Análisis y los Estudios Sociales, 2016.[39]
- 365 momentos clave de la historia de España. Espasa, Madrid, 2016
- En defensa de España: desmontando mitos y leyendas negras. Madrid: Espasa, 2017.

#### En colaboración con otros autores
- Con Delia Contreras (1996). España y la Segunda Guerra Mundial. Complutense. ISBN 9788489365896.
- Con García Delgado, José Luis; Juliá, Santos; Fusi, Juan Pablo; Malefakis, Edward (2000). Franquismo. El juicio de la historia. Temas de hoy.[40]
- Con Jesús Palacios Tapias Franco, una biografía personal y política, Madrid: Espasa, 2014. ISBN 978-84-670-0992-7

### Libros en inglés
- A History of fascism 1914–1945. Madison: The University of Wisconsin Press, 1995.
- The Franco Regime, 1936–1975. Madison: The University of Wisconsin Press, 1988.